# Hans Friessen
Hans Friessen (* 10. September 1949 in Guadalajara, Jalisco; † 21. Oktober 2023), auch bekannt unter dem Spitznamen El Güero (spanisch für Der Blonde) war ein mexikanischer Fußballspieler mit deutschen Vorfahren, der auf der Position eines Stürmers agierte.

## Leben
Friessen startete seine Profikarriere bei seinem Heimatverein Atlas Guadalajara und wechselte 1971 zum Stadtrivalen Chivas, bei dem er die nächsten drei Jahre unter Vertrag stand. In dieser Zeit bestritt er für Chivas 30 Punktspiele und erzielte 5 Tore. Friessen ist der einzige Spieler mit deutschen Wurzeln, der jemals für Chivas Guadalajara gespielt hat, weil der Verein nur in Mexiko geborene Spieler unter Vertrag nimmt. Danach spielte er noch für die Tecos de la UAG, einen dritten Verein aus Guadalajara.
Hans Friessen starb im Oktober 2023 im Alter von 74 Jahren.